# مانتسورل
مانتسورل (به انگلیسی: Mountsorrel) یک روستا و محله مدنی در بریتانیا است که در Charnwood واقع شده‌است. مانتسورل ۸٬۲۲۳ نفر جمعیت دارد.